# Mustafa Akıncı
Mustafa Akıncı (Limisso, 28 dicembre 1947) è un politico cipriota di etnia turco cipriota.
Dall'aprile 2015 all'ottobre 2020 è stato Presidente di Cipro del Nord, quarto a ricoprire questa carica e successore di Derviş Eroğlu.
Inoltre è stato eletto sindaco della municipalità di Nicosia Nord nel 1976, all'età di 28 anni, rimanendo in carica fino al 1990. Nel corso della sua carriera politica è stato eletto diverse volte all'Assemblea della Repubblica, ed è stato Ministro.
È rappresentante del partito social-democratico TDP (Toplumcu Demokrasi Partisi).